# Carl Donald Keith

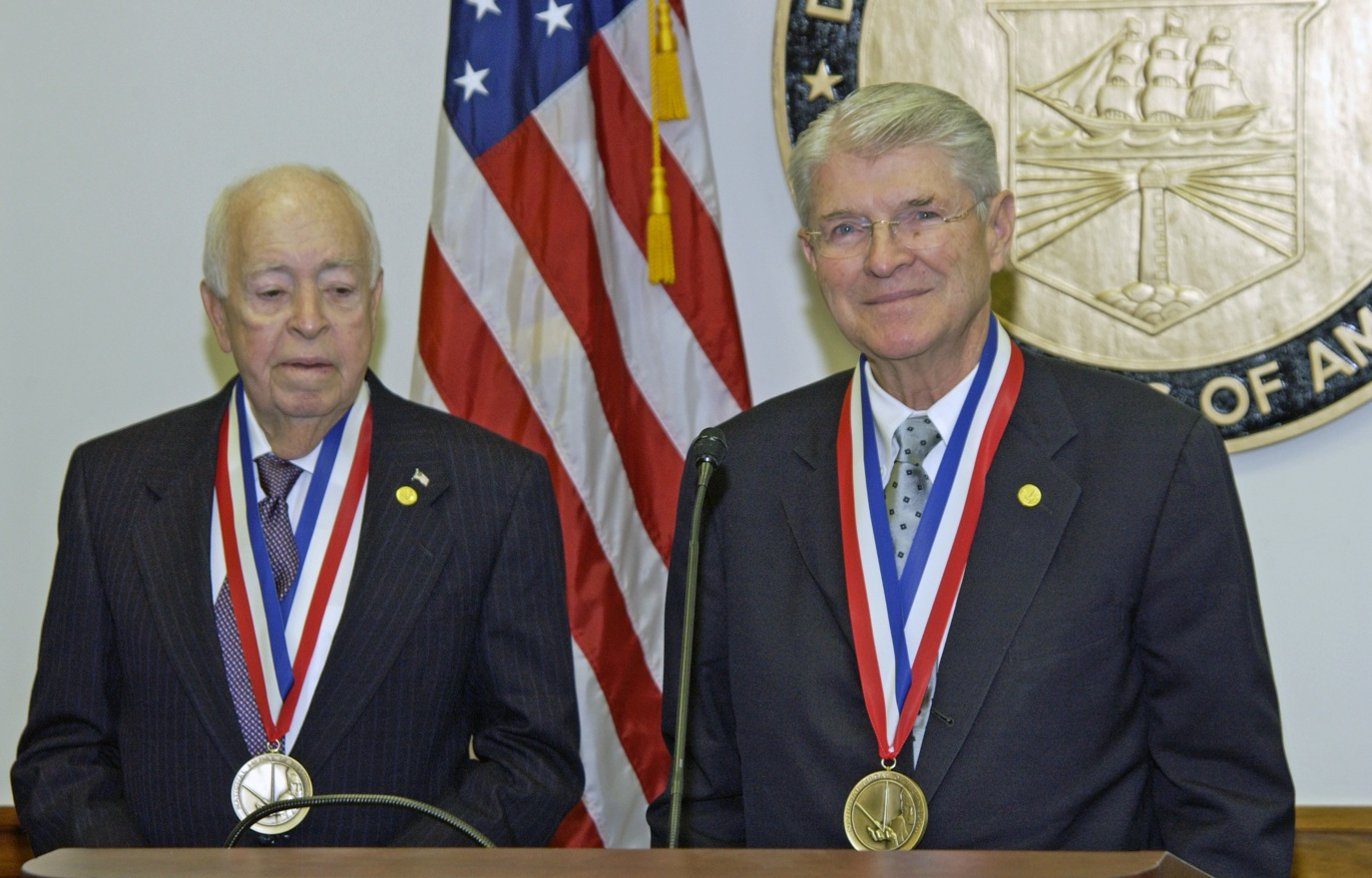
Carl. D. Keith (links) und John. J. Mooney anlässlich der Verleihung der National Medal of Technology and Innovation für die Erfindung, Anwendung und Kommerzialisierung des Drei-Wege-Katalysators (2003)

Carl Donald Keith (* 29. Mai 1920 in Stewart Creek, West-Virginia; † 9. November 2008 in New Bern, North Carolina) war ein US-amerikanischer Chemiker und zusammen mit John J. Mooney der Miterfinder des Drei-Wege-Katalysators.

## Leben und Werk
Carl D. Keith absolvierte das Salem College in Winston-Salem, North-Carolina im Jahr 1943. Nach seinem Chemie-Studium an der Universität von Indiana, das er mit dem Master abschloss, wechselte er zur DePaul University, wo er 1947 promovierte.  Er begann seine Karriere als Chemiker bei der Sinclair Oil Company. 1957 wechselte er zur Engelhard Corporation, wo er 1985 als Chairman in den Ruhestand ging.
Zu seinen Verdiensten zählte die Entwicklung des Drei-Wege-Katalysators zusammen mit John J. Mooney in den 1970er Jahren. Im Jahr 2002 wurde ihm für seine Verdienste die National Medal of Technology verliehen.